# Ormyrus bicoloripes
Ormyrus bicoloripes är en stekelart som beskrevs av Girault 1915. Ormyrus bicoloripes ingår i släktet Ormyrus och familjen kägelglanssteklar. Inga underarter finns listade i Catalogue of Life.